# Michael Huber (Pfarrer)
Michael Huber (* 5. Juli 1841 in Amberg; † 14. März 1911 in Regensburg) war ein deutscher römisch-katholischer Priester und Mitglied des Deutschen Reichstags.
Huber empfing 1864 die Priesterweihe und wurde Pfarrer in Asenkofen bei Neufahrn in Niederbayern. Später war er Domkapitular, bischöflicher Geistlicher Rat in Regensburg und Päpstlicher Hausprälat. 1874 wurde er für den Wahlkreis Oberpfalz 5 (Neustadt an der Waldnaab) für das Zentrum in den Deutschen Reichstag gewählt. Von 1887 bis 1899 war er Mitglied der Bayerischen Kammer der Abgeordneten für die Wahlkreise Straubing und Stadtamhof.